# Medulla oblongata

Stadien der Gehirnentwicklung aus dem vorderen Neuralrohr:
Das Rhombencephalon des 3-Bläschen-Stadiums (links) differenziert sich in das Metencephalon und das Myelencephalon, aus dem die Medulla oblongata hervorgeht, an das Rückenmark grenzend.

Die Medulla oblongata, das verlängerte Mark oder Markhirn, ist der am weitesten kaudal (hinten bzw. unten) gelegene Teil des Hirnstamms und gehört zum Gehirn und somit zum Zentralnervensystem.

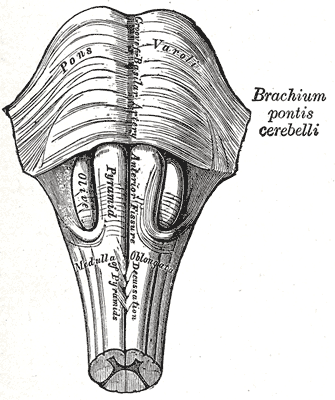
Unterer Hirnstamm mit Pons und Medulla oblongata

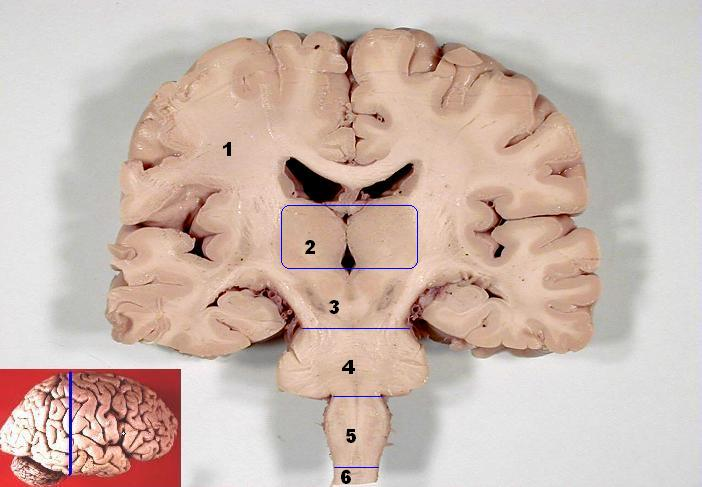
Frontalschnitt eines menschlichen Hirns. Bereich 5. – Medulla oblongata

Rotationsanimiertes Hirnmodell, Medulla oblongata rot markiert

Dieser Hirnbereich wird anatomisch auch das Myelencephalon (Markhirn) genannt, andere Bezeichnungen sind Nachhirn und Bulbus medullae spinalis, Bulbus cerebri oder Bulbärhirn. Zusammen mit dem Metencephalon (Hinterhirn) bildet das Myelencephalon das Rhombencephalon (Rautenhirn). Das Markhirn oder verlängerte Mark ist nach kaudal im Übergang zum Rückenmark (Medulla spinalis) nicht scharf abgrenzbar. Definitionsgemäß reicht es vom Abgang des ersten Spinalnervenpaares – etwa in Höhe des Foramen magnum – bis hinauf an die Brücke (Pons) des Hinterhirns; beim erwachsenen Menschen ist es etwa drei Zentimeter lang.
Im verlängerten Mark liegen die lebenswichtigen zentralen Neuronengruppen für die Regulation der Atmung (Atemzentrum) und des Blutkreislaufs. Über andere medullare Neuronengruppen werden wichtige komplexe Reaktionen reflektorisch ausgelöst: nutritive wie Saugreflex und Schluckreflex, aber auch protektive wie Hustenreflex, Niesreflex, Würgereflex und das Erbrechen (siehe auch Brechzentrum). Chemosensoren finden sich auch in der Medulla oblongata selbst, beispielsweise für den Säure-Basen-Status im Körper. Daneben laufen alle Bahnen, die andere Hirnbereiche, etwa das Großhirn, mit dem Rückenmark verbinden, absteigend durch das Markhirn. Umgekehrt werden aus dem Rückenmark aufsteigende Bahnen, wie die vom Hinterstrang, im Markhirn umgeschaltet.
Schädigungen der Medulla oblongata, etwa bei komplizierten Verletzungen der Halswirbelsäule oder durch Einklemmung, sind meistens tödlich. Andererseits kann ein Mensch bei alleinigem Ausfall des Großhirns (partieller Hirntod) mittels der in der intakten Medulla oblongata regulierten Funktionen körperlich weiterleben. Aufgrund der funktionierenden Atmungsregulation benötigen solche Patienten – außer in Krisen – keine künstliche Beatmung. Sie befinden sich in tiefem Koma und zeigen meist ein Apallisches Syndrom. Bei Störungen des oberen Hirnstamms wird von einem Mittelhirnsyndrom gesprochen, der Ausfall der Hirnstammreflexe mit lebensbedrohlicher Regulationsstörung der Vitalfunktionen bei Schädigung der Medulla oblongata im unteren Hirnstamm wird als akutes Bulbärhirnsyndrom bezeichnet.

## Gliederung
Bei der Medulla oblongata oder dem Myelencephalon lässt sich ein schlanker unterer, dem Rückenmark ähnlich gebauter Abschnitt um den Zentralkanal sowie – mit dessen Aufweitung zum IV. Hirnventrikel – ein breiter oberer Abschnitt unterscheiden, der wie aufgeklappt am Boden der unteren Rautengrube liegt und einen anderen Aufbau zeigt. Hier nimmt die graue Substanz dann als Tegmentum (Haube) die gesamte Breite ein, ist als Formatio reticularis netzartig aufgelockert und enthält darin eingebettet zahlreiche Kerngebiete, so auch Kerne der Hirnnerven (V, VII–XII) in funktioneller Reihung von mitten nach außen.
Ventral aufgelagert ist der Markhirnhaube jederseits ein Bereich weißer Substanz, in dem vor allem absteigende Bahnen verlaufen, und der äußerlich zu beiden Seiten der vorderen Längsfurche eine Vorwölbung aufwirft, Pyramis (Pyramide) genannt. Diese nach unten schlankeren Pyramiden sind im kaudalen Bereich als Decussatio pyramidum (Pyramidenkreuzung) verbunden, wo sehr viele Nervenfasern von der einen auf die andere Seite kreuzen, so die meisten der Pyramidenbahnen aus der Großhirnrinde für Muskelbewegungen. Die mediane Linie zwischen beiden Hälften wird daher auch als Raphe (Naht) bezeichnet.
Als unterster Hirnnerv tritt der motorische XII. Nervus hypoglossus vorne aus der Medulla oblongata, zwischen der Pyramide und einer seitlichen Verdickung, Oliva (Olive) genannt. Diese enthält die Nuclei olivares (Olivenkerne) des Markhirns, ein Kernkomplex, bei dem Hauptkern (Nucleus olivaris principalis; auch „Olive“ genannt) und Nebenkerne (Nuclei olivares accessorii medialis et posterior; auch „Nebenoliven“ genannt) unterschieden werden.
In der unteren Olive (Nucleus olivaris inferior) im Markhirn werden Projektionen aus anderen Hirnbereichen und propriozeptive aus dem Rückenmark zusammengeführt und auf nächste Neuronen umgeschaltet. Von hier aus ziehen Bahnen zum Kleinhirn, das für die Koordination von Muskelbewegungen eine zentrale Rolle spielt, insbesondere für feinmotorische Bewegungsabläufe.